# Fontein van de Drie Godinnen

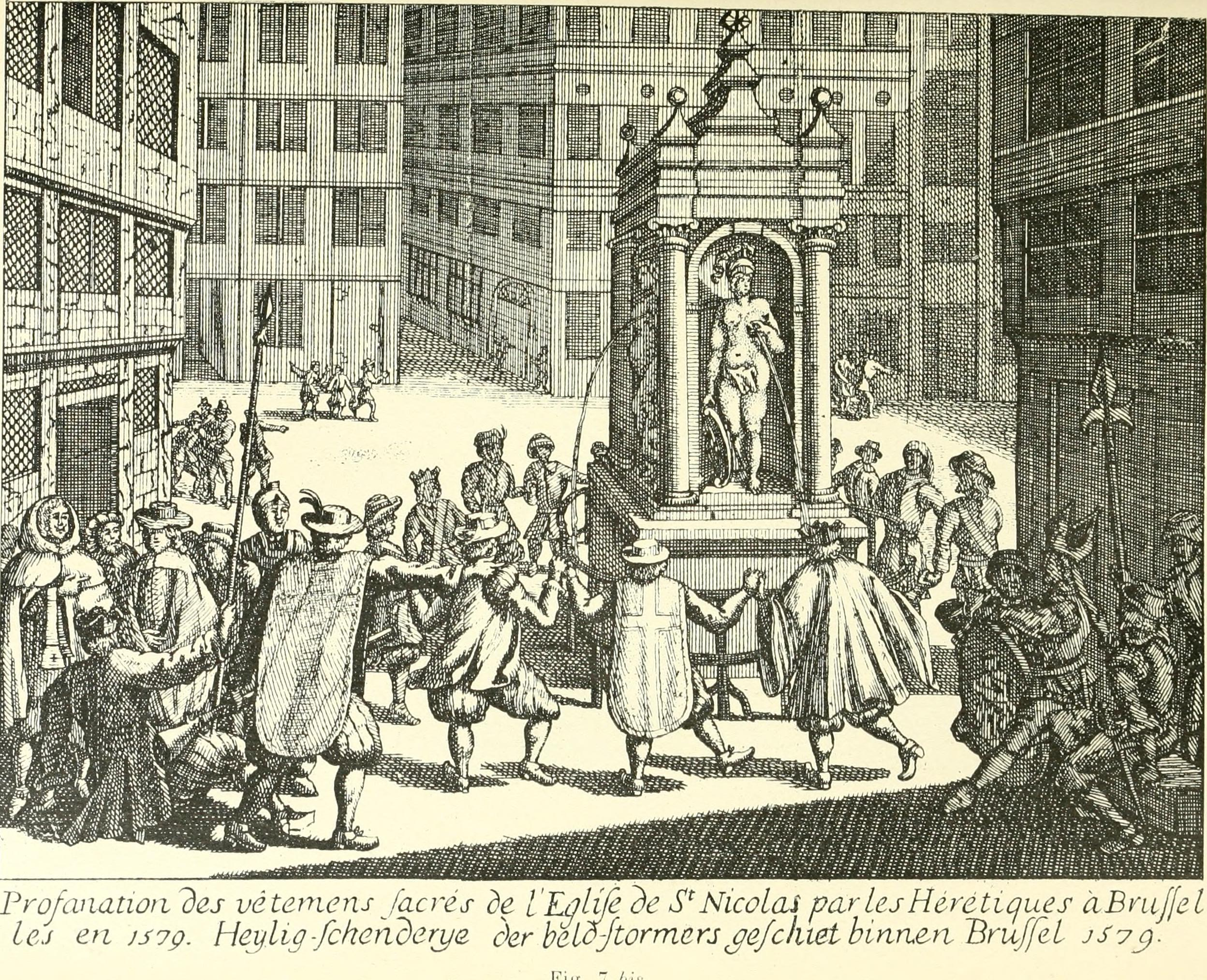
6 juni 1579: vloekend en lasterend dansen beeldenstormers in kazuifel rond de fontein.

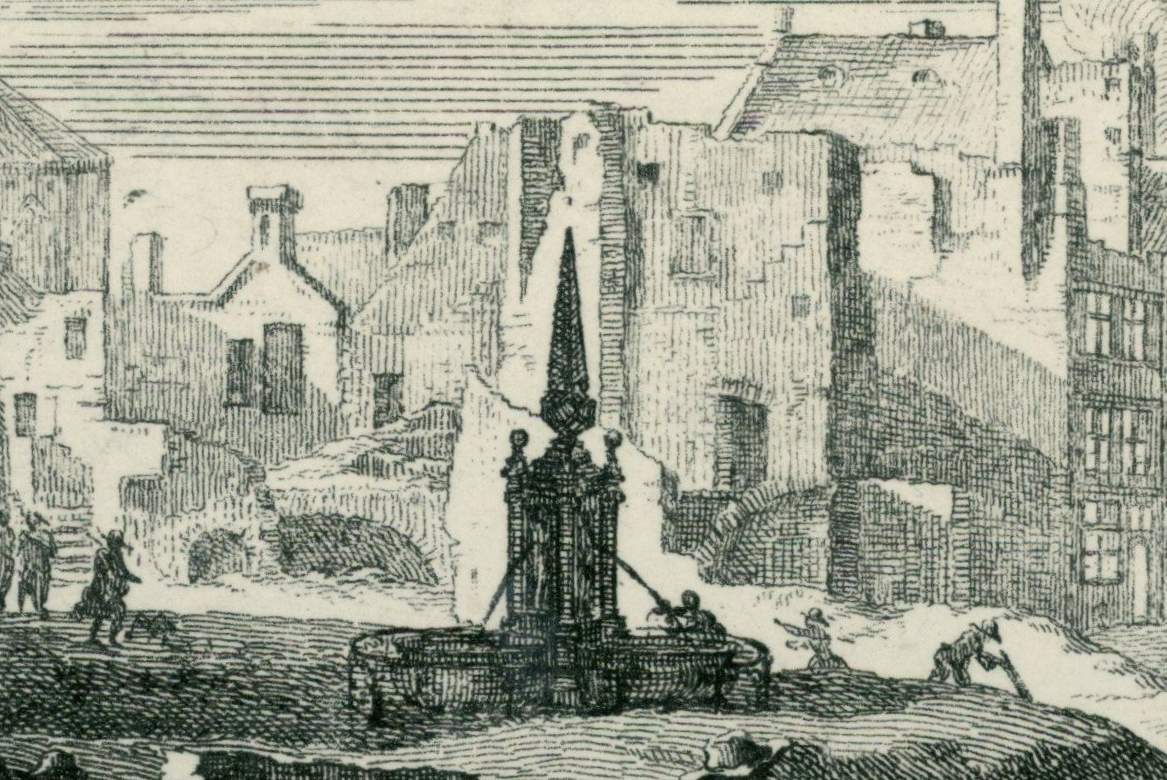
De fontein overleefde het Franse bombardement, zoals te zien op dit detail uit een prent van Richard van Orley naar Augustin Coppens (1695)

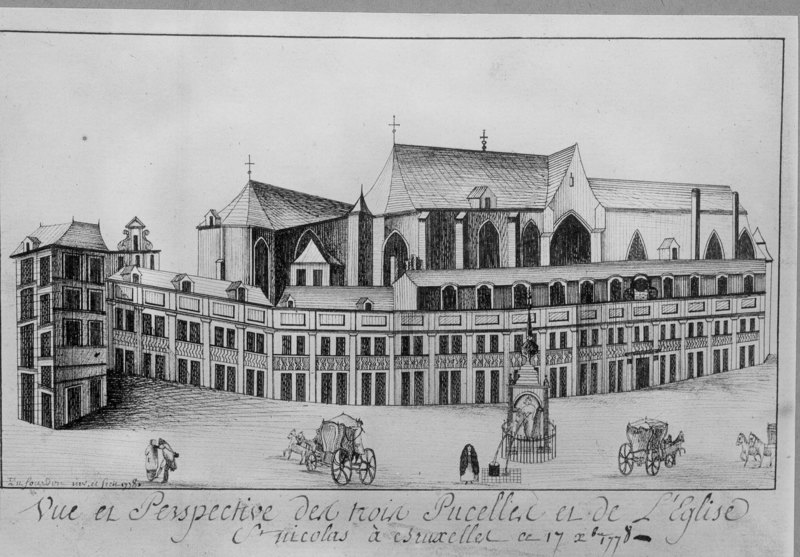
De fontein vlak voor afbraak (1778)

De Fontein van de Drie Godinnen of Drie Maagden (Frans: Fontaine des Trois Pucelles) stond tot eind 18e eeuw aan de noordkant van de Brusselse Sint-Niklaaskerk (toen de Oude Markt, tegenwoordig Taborastraat). De drie naakte godinnen bevonden zich elk in een nis en spoten langs hun borsten water in een kuip. Een naaldtorentje op een zuil bekroonde de drie nissen en kuipen.

## Geschiedenis
Het bestaan van de Dry Goddinnen blijkt voor het eerst uit akte van 1382: te Sinter Claes in brucele, bi den puttenborre (d.i. een waterput, de Sint-Niklaasborre, die al in 1286 vermeld is). De fontein is op een gegeven moment vernieuwd met behoud van het algemeen concept, vermoedelijk door Hiëronymus Duquesnoy de Oudere begin 17e eeuw. Bij een renovatie in 1676 zijn de drie beelden beschilderd door Peter van de Winckel.
Foppens vertelt dat de fontein onder de Brusselse republiek het toneel was van heiligschennis. Aanleiding was een driedaags gevecht met de troepen van graaf Filips van Egmont, die er bijna in slaagde de stad terug te nemen voor de koning. Nadat hij op 6 juni 1579 zijn aftocht had onderhandeld, lieten de Brusselaars een regiment Schotten binnen (Broekillen of Broucquilles) en ontlaadde de spanning zich in een beeldenstorm. Eerst was de Sint-Niklaaskerk aan de beurt. De geuzen sloegen altaren en beelden aan stukken, waarna ze zich kleedden in rijke priestergewaden en vrolijk rond de Driegodinnenfontein begonnen te dansen, zuipend uit miskelken.
Het stadsbestuur schreef in 1776 een wedstrijd uit om de verweerde beelden te vervangen. De prijs werd toegewezen aan François-Joseph Janssens, maar geldgebrek verhinderde de uitvoering. De Drie Godinnen werden dan maar vervangen door een kolom en in 1826 door een eenvoudige pistonfontein. Toch noemt een stadsplan uit 1840 de plek waar de fontein stond nog altijd Coin des Trois Pucelles. Dat de godinnen aanwezig bleven in het collectieve geheugen, bleek bijvoorbeeld uit een anti-jakobijns spotschrift van 1793. Emile Verhaeren wijdde er een zinnelijk gedicht aan, Les Trois Pucelles de Bruxelles. Van Charles Gheude kennen we een toneelstuk in verzen, Les trois pucelles.
Het Museum van de Stad Brussel bezit een fontein uit 1545 die qua concept sterk aan de godinnenfontein doet denken, zij het dat de afgebeelde Drie Gratiën elkaar bij de hand houden en onmogelijk in afzonderlijke nissen kunnen hebben gestaan. Waarschijnlijk is de fontein afkomstig uit de tuin van een Brussels stadspaleis. Ze is gebruikt bij de reconstructie van de Driegodinnenfontein voor de Wereldtentoonstelling van 1935.

## Stadslegenden
Volgens een Brusselse overlevering spoot de fontein van de Drie Godinnen in 1477 wijn ter gelegenheid van de trouw van hertogin Maria en Maximiliaan van Oostenrijk. Een schipper laafde zich rechtstreeks aan de tepels en stierf dronken op een straathoek. Zijn beschaamde ouders lieten als boetedoening een nieuwe fontein bouwen op die hoek, Den Spauwer. De Godinnenfontein mocht nooit meer wijn spuiten.
Een 19e-eeuws verhaal van een Franse occultist brengt de drie maagden in verband met hertog Karel, de legendarische stichter van Brussel. De drie maagden werden uit zijn hof geschaakt door zijn rivaal Hermenfried, heer van Dendermonde. Karel rukte op naar Marzele om hen bevrijden, maar werd zelf gevangen genomen en opgesloten in een toren. Daar kwamen de maagden hem in leven houden door hem de borst te geven, en hielpen ze hem met een list ontsnappen. Hermenfried wilde hen uit wraak onthoofden maar moest eerst weerstand bieden aan Karel, die was teruggekeerd met zijn leger. Karel won en dreef Hermenfried tot zelfmoord, doch te laat: het vonnis was voltrokken. Terwijl hij de tiran vilde, sprak het gebeente van Sint Goedele, dat uit een klooster gestolen was, tot Karel. Hij nam haar mee naar Brussel en liet de drie maagden begraven op de Houtmarkt, onder een gedenkteken. Het was eene fontein met drie kommen, welke door drie schoone meisjes gevuld werden, die door de borsten water opgaven. Ze werd in de oorlog vernield en heropgebouwd op de Pensmarkt.

## Voetnoten
1. ↑  Géraldine Patigny, "Manneken Pis. Itinéraire d'une statue emblématique", in: Brusselse Cahiers, 2019, nr. 1, p. 91-92. DOI:10.3917/brux.051.0091
2. ↑  Theodore Augustin Mann, Abrégé de l'histoire ecclesiastique, civile, et naturelle de la ville de Bruxelles et de ses environs, vol. I, 1785, p. 125-126. Gearchiveerd op 10 juli 2023.
3. ↑  Alexandre Henne en Alphonse Wauters, Histoire de la ville de Bruxelles, vol. III, Brussel, 1845, p. 120
4. ↑  Jean d'Osta, Dictionnaire historique et anecdotique des rues de Bruxelles, 1986, p. 325
5. ↑   Entretien d'un Jacobin avec Manneke-Pisse dédié aux trois pucelles
6. ↑  In 1908 verscheen Les trois Pucelles (Légende de bonne humeur brabançonne), hier in de bijgewerkte versie uit 1916. Gearchiveerd op 15 november 2017.
7. ↑  La Belgique artistique et littéraire, vol. XXX, 1913, p. 208-221 en 309-327
8. ↑  Jacques Albin Simon Collin de Plancy, Geschiedenis der Drie Maagden, in: Geschiedenis van het Manneken-Pis: door hem zelve verhaald, 1828, p. 25-36. Hij putte uitvoerig uit de vita van Sint-Goedele. Gearchiveerd op 10 juli 2023.